# 酒田エフエム放送
酒田エフエム放送株式会社（さかたエフエムほうそう、英: Sakata FM Broadcast Co., Ltd.）は、山形県酒田市の一部地域を放送区域として超短波放送（FM放送）をする特定地上基幹放送事業者である。ハーバーRADIO（ハーバーラジオ）の愛称でコミュニティ放送をしている。

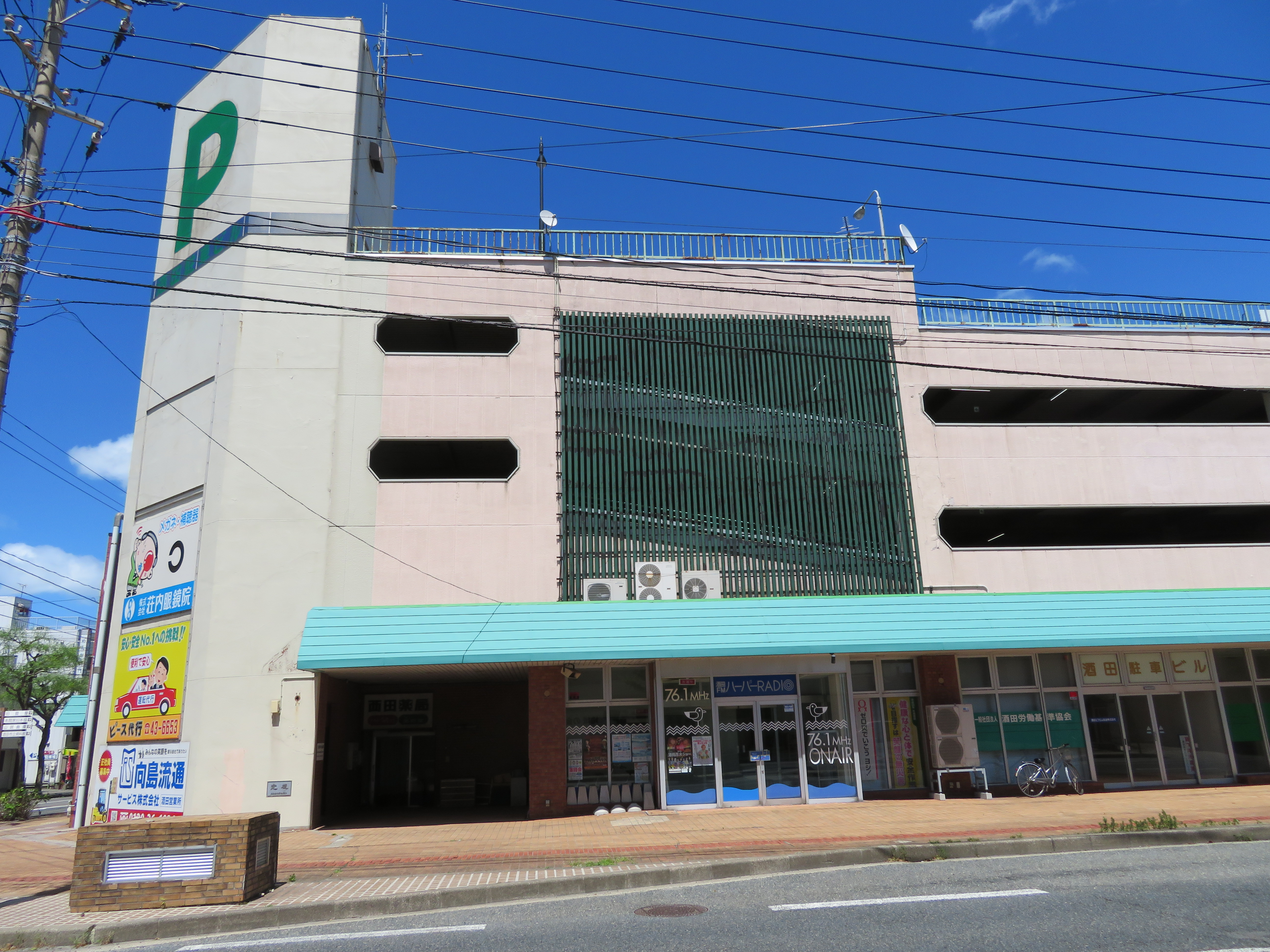
本社があった酒田駐車ビル

## 概要
山形県内の放送局においては、テレビユー山形は名目上の本社は酒田市内に置いているものの、実際の放送業務は山形市を中心に行っており、他の県域放送（テレビ・AMラジオ・FMラジオ）も全て山形市に本社が置かれている。当局は実質的に庄内地方唯一の放送局であり、庄内地方視点で放送を行っていることもあり、地域の住民に親しまれている。
自主制作番組以外にはミュージックバードのコミュニティ放送向け番組を放送している。以前はミュージックバードと共にJ-WAVEの番組の再配信もしていた。また、酒田市を基盤とするローカルアイドルのSHIPもかつてレギュラー番組を持っていた。
可聴エリア内人口については、2007年時点より酒田市行政地区およびその周辺の約15万人として標記しているが、2023年以降に中継局を拡充し、エリアを拡大させている。
2015年（平成27年）7月1日からJCBAインターネットサイマルラジオでサイマル配信を実施している。かつては自主制作番組を独自運営のインターネット放送でサイマル配信していた。
2021年（令和3年）10月、本社を酒田駐車ビルから完成した酒田産業会館2階に移転し、同時に、7月までマリーン5清水屋1階エントランスにあったサテライトスタジオを会館1階プロムナードに設置した。

## 中継局
2005年（平成17年）11月1日に旧松山町、旧平田町及び旧八幡町が合併し、酒田市域が拡大した市町村合併に伴い、2009年（平成21年）に新たに中継局が設置され放送エリアが拡大した。
また、2023年（令和5年）に2局、2024年（令和6年）に3局の中継局が開局し、計8局の中継局が運用中である。
| 中継局名                     | 周波数  | 空中線電力 | 設置場所                | 開局日         |
| ---------------------------- | ------- | ---------- | ----------------------- | -------------- |
| さかたエフエムまつやま中継局 | 76.1MHz | 20W        | 酒田市土渕字大平1-59    | 2009年9月26日  |
| さかたエフエム升田中継局     | 76.1MHz | 1W         | 酒田市升田字大西11-1    | 2009年10月29日 |
| さかたエフエム北青沢中継局   | 76.1MHz | 1W         | 酒田市北青沢字家ノ前280 | 2009年10月29日 |
| さかたエフエム八幡中継局     | 76.1MHz | 20W        |                         | 2023年2月20日  |
| さかたエフエム松山南中継局   | 76.1MHz | 20W        |                         | 2023年2月20日  |
| さかたエフエム中野俣中継局   | 76.1MHz | 5W         |                         | 2024年4月1日   |
| さかたエフエム北俣中継局     | 76.1MHz | 5W         |                         | 2024年4月1日   |
| さかたエフエム平田中継局     | 76.1MHz | 5W         |                         | 2024年4月1日   |

## 主な番組
- モーニング・ハーバー（平日 7:30 - 9:00）
- ナビゲーション761（平日 11:30 - 12:00）
- ランチタイム・ハーバー（平日 12:00 - 13:00）
- サンセット・ハーバー（平日 17:00 - 18:30）
- わくわく商店街（土曜 9:00 - 9:30）
- どりーむぽけっと（土曜 9:30 - 11:00）
- デラ雑2・渡部公希のマグナムトークライブ（土曜 12:00 - 13:00、月曜 9:00、月曜 13:00）
- ラジオ回覧板（日曜 9:00 - 9:30）
- サンデークルージング（日曜 9:30 - 11:00）